# Lo Serrat Pla
Lo Serrat Pla és un serrat de la zona central-nord de l'antic terme de Toralla i Serradell, actualment de Conca de Dalt, al Pallars Jussà, en territori del poble de Serradell.
Està situat a prop i a llevant de Serradell. L'extrem meridional arrenca de lo Tros, des d'on va pujant cap al nord. És, de fet, un contrafort meridional del Serrat del Ban. En el seu extrem superior, al nord, hi ha la Cova del Forat Negre. Al seu nord-est hi ha les Roques de Carbes